# 유령 기관차 - 토메스

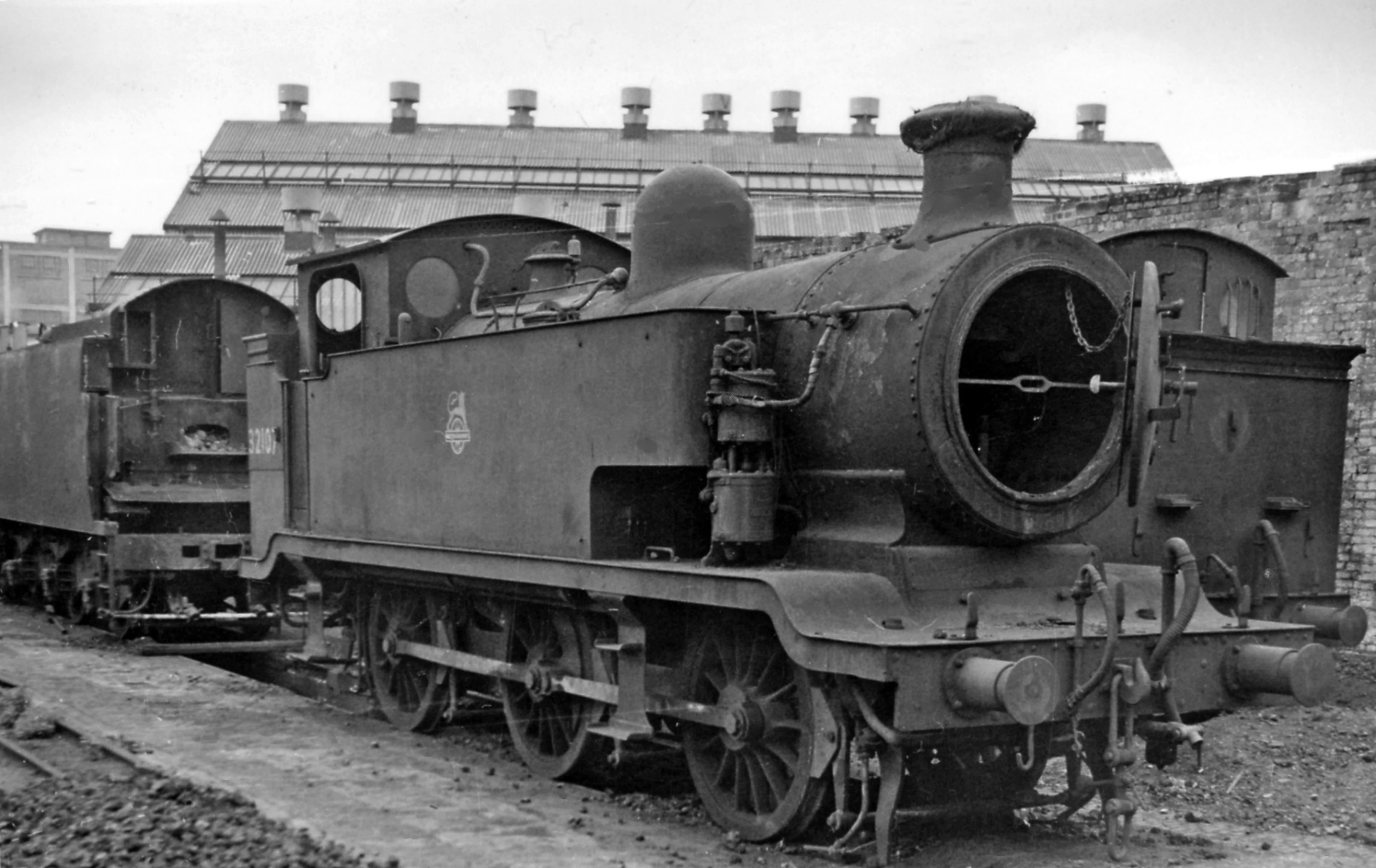

유령 기관차 - 토메스의 기종인 "LB&SCR E2 클래스", 확장된 버전

## 개요
토마스와 친구들에서 등장하는 인물. 유령이다.

## 기종
차륜배열 0-6-0의 탱크 기관차로, 영국식이라고 한다.